# Ephesiella mammifera
Ephesiella mammifera är en ringmaskart som beskrevs av Fauchald 1974. Ephesiella mammifera ingår i släktet Ephesiella och familjen Sphaerodoridae. Inga underarter finns listade i Catalogue of Life.